# 阿塔罗斯三世
阿塔罗斯三世（笃爱母亲的人）（希腊语：Άτταλος ο Φιλομήτωρ，？~前133年）帕加马王国的最后一个国王（前138年~前133年在位）。
阿塔罗斯三世为帕加马国王歐邁尼斯二世之子，在其叔阿塔罗斯二世去世后继承王位。阿塔罗斯三世对于管理自己的国家一事几乎没什么兴趣，而把大多数时间用来研究医学、植物学和园艺。另一些记载则称他在统治初期时是一名暴君。
阿塔罗斯三世既没有任何后代也未选定继承人。在他的遗嘱中，阿塔罗斯三世宣布要把他的王国“赠给罗马”。尚不清楚他这么做的动机；尽管帕加马的历代国王都堪称罗马的忠实盟友，阿塔罗斯三世的决定对罗马人来说仍是一份大礼。在罗马，这件事引起了政治斗争：保民官提比略·格拉古（罗马共和国后期最著名的政治家之一）要求把帕加马王国的土地分配给罗马公民，但被元老院所拒绝。
显然不是所有帕加马人都欢迎阿塔罗斯三世的决定。对于下层居民来说，这只意味着即将受到罗马官僚和包税人的残酷剥削。这时出现了一位名叫阿里斯东尼克的出身不明的人，他自称是阿塔罗斯三世的弟弟。阿里斯东尼克领导了一场规模宏大的起义（参加者大抵是属于中下阶级），不久夺取了政权，并以“欧迈尼斯三世”的名义进行统治。据说阿里斯东尼克得到了哲学家伯勞修斯的支持。起义在前129年被镇压下去，帕加马遂为罗马、本都和卡帕多细亚所瓜分，其中罗马所获部分被并入亚细亚行省。

## 资料来源
- 埃斯特·V·汉森，《帕加马的阿塔罗斯王朝》，纽约康奈尔大学出版社，ISBN 0-8014-0615-3.
- 简明不列颠百科全书

| 前任： 阿塔罗斯二世 | 帕加马国王 前138~前133 | 繼任： 阿里斯东尼克 |